# أليسيو دي ماسيمو (لاعب كرة قدم)
أليسيو دي ماسيمو هو لاعب كرة قدم إيطالي في مركز نصف الجناح، ولد في 7 مايو 1996 في سانت أوميرو في إيطاليا.

## وصلات خارجية
- أليسيو دي ماسيمو على موقع قاعدة بيانات كرة القدم.إي يو (الإنجليزية)
- أليسيو دي ماسيمو على موقع Soccerway.com (الإنجليزية)
- أليسيو دي ماسيمو على موقع عالم كرة القدم.نت (الإنجليزية)